# Universität Konstanz

Universität Konstanz är ett universitet i södra Baden-Württemberg vid Bodensjön.
Universitetet har omkring 8 500 studenter och är ett av Tysklands mindre universitet.
Det grundades 1966 som reformuniversitet. År 2007 blev universitetet utnämnt till Elite-Uni ("Elituniversitet") genom excellensinitiativet.